# 레베카 & 피오나

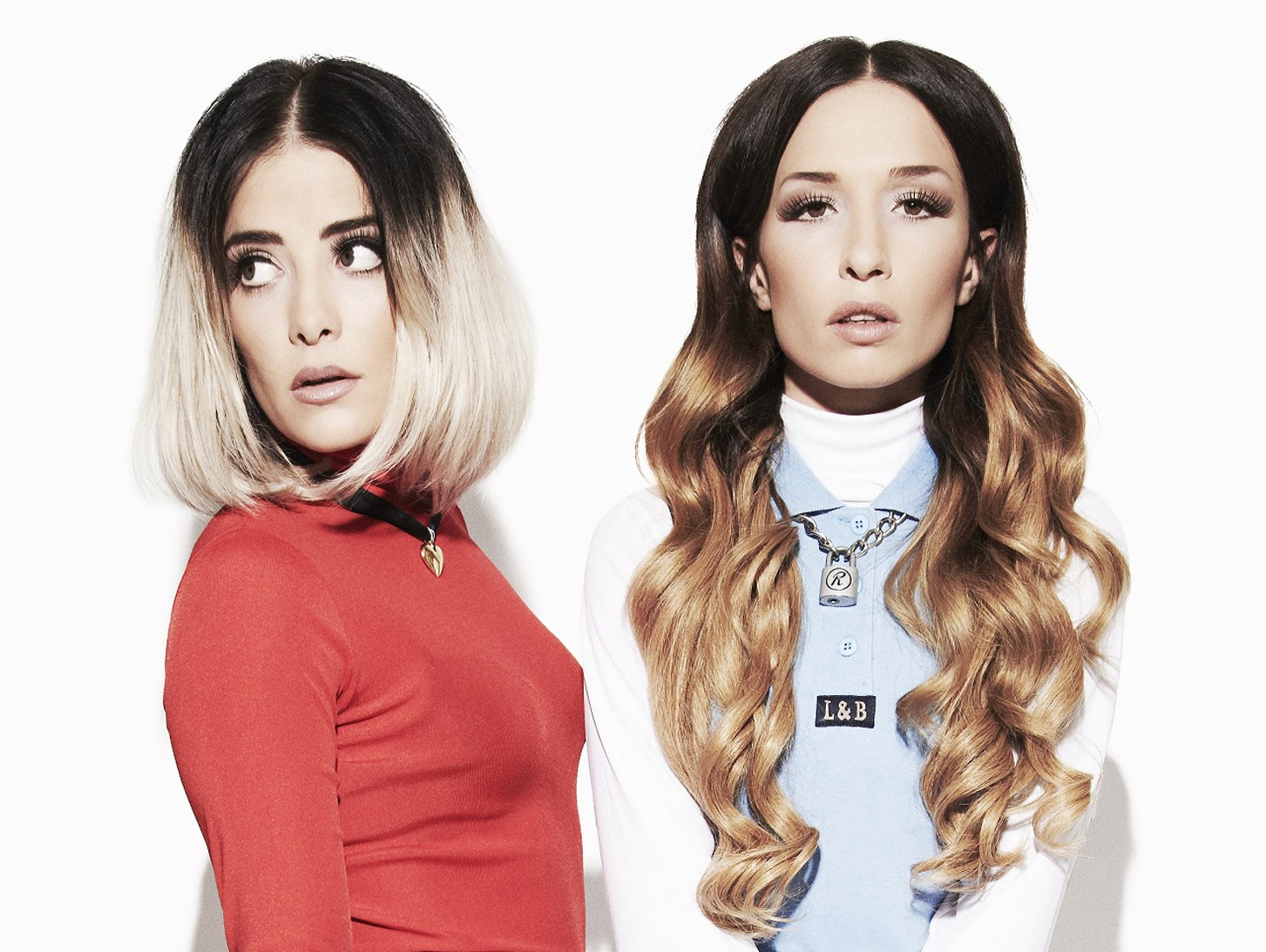
2011년 모습

레베카 & 피오나(Rebecca & Fiona)는 스웨덴의 일렉트로니카, 하우스 듀오이다.
2007년, 한 파티에서 만나 함께 음악을 만들기 시작했다. 2010년, 데뷔 싱글 "Luminary Ones"를 발매했다. 2011년 1월, 두번째 싱글 "Bullets"를 발매했다. 이 곡은 후에 데뷔 앨범 I Love You, Man!에 수록됐다. 같은 해, 'P3 굴드"의 세 부문 후보에 지명됐고, 2011년과 2015년 그래미스 베스트 일렉트로/댄스 부문에서 수상했다. 2014년, 두번째 정규 앨범 Beauty Is Pain 을 발매했다.

## 디스코그래피

### 정규 앨범
| 연도 | 앨범           | 순위 |
| 연도 | 앨범           | SWE  |
| ---- | -------------- | ---- |
| 2011 | I Love You Man | 36   |
| 2014 | Beauty Is Pain | 31   |

### EP
- Party Hard (2016)

### 싱글
차트
| 연도 | 앨범          | 순위 |
| 연도 | 앨범          | SWE  |
| ---- | ------------- | ---- |
| 2011 | "Bullets"     | 29   |
| 2013 | "Taken Over'" | 33   |
| 2015 | "Sayonara"    | 68   |

이외
- 2010: "Luminary Ones"
- 2011: "If She Was Away" / "Hard"
- 2011: "Jane Doe"
- 2012: "Turn It Down" (캐스케이드와 함께)
- 2012: "Dance"
- 2012: "Giliap"
- 2013: "Taken Over"
- 2013: "Union"[2]
- 2013: "Hot Shots"[3]
- 2014: "Candy Love"[4]
- 2014: "Holler"[4]
- 2016: "Drugstore Lovin'"
- 2016: "Shotgun"
- 2017: "Pop Bitches"

### 피쳐링
- 2010: "Låna Pengar" (Basutbudet feat. Rebecca & Fiona)